# Druck-Taste

Taste Druck auf einer US-102-Tasten-Tastatur rot eingekreist

Die Druck-Taste, in der Schweiz die Print-Screen-Taste, ist eine auf den meisten PC-Tastaturen vorhandene Taste. Bei deutschen und österreichischen Tastaturen lautet die Aufschrift „Druck“ bzw. „Drucken“, bei Schweizer und US-amerikanischen Tastaturen „Print Screen“, „Prt Sc“ oder ähnlich. Seit Einführung der MF2-Tastatur im Jahr 1987 handelt es sich (außer bei Notebooks) um eine eigenständige Taste, bei den ersten PCs wurde dieselbe Funktion über die Tastenkombination Shift-* bzw. Shift-× (Multiplikationszeichen des Ziffernblocks) erreicht.

## Funktion
Unter MS-DOS diente die Taste ursprünglich dazu, unabhängig von der gerade laufenden Software eine einfache Hardcopy des gerade angezeigten Bildschirminhalts auf dem angeschlossenen Drucker zu erstellen. Somit konnten auch dann Informationen ausgedruckt werden, wenn das laufende Programm keine eigene Druckfunktion bot.
Unter Microsoft Windows, wie auch diversen Linux-Oberflächen wie KDE und Gnome, wird durch Drücken der Druck- bzw. Print Screen-Taste ein Bildschirmfoto (Screenshot) im Bitmap-Format erstellt und in die Zwischenablage kopiert. Dieses Bildschirmfoto steht damit zur Speicherung oder Bearbeitung zur Verfügung.
Das Erstellen eines Bildschirmfotos mittels der Druck-Taste funktioniert unter Windows jedoch nicht in folgenden Situationen:
- Wenn ein Programm gerade beschäftigt ist, wird gewartet, bis das Programm wieder reagiert. Software, die Bildschirmfotos erstellen kann, ignoriert dies.
- Bildschirmfotos von 256-Farben-Programmen (in der Regel Spielen) sind fast komplett schwarz. Manche dieser Spiele haben jedoch eine eingebaute Bildschirmfotofunktion.
- Bei der Video-Overlay-Technik wird der Grafikkarte mitgeteilt, dass in einem bestimmten Bildschirmbereich eine bestimmte Farbe durch ein Video ersetzt werden soll. Beim Erstellen eines Bildschirmfotos wird nur diese einheitlich gefärbte Fläche aufgenommen und vom Grafikprogramm gespeichert, obwohl dieses weiterhin das bewegte Bild anzeigt. Video-Overlays dienten früher bei TV-Karten zur Reduktion der CPU-Last, wurden aber mit Windows Vista überwiegend abgeschafft. Das Verfahren und die damit einhergehenden Probleme werden jedoch absichtlich von Blu-ray-Software als Kopierschutz verwendet.